# Oliva de Mérida
Oliva de Mérida es un municipio español perteneciente a la provincia de Badajoz, comunidad autónoma de Extremadura. Se encuentra enclavado a medio camino entre Don Benito y Mérida. Dista 9 kilómetros de Guareña, unos 27 de Mérida y a 109 km de Badajoz. Pertenece a la comarca de Tierra de Mérida - Vegas Bajas y al partido judicial de Mérida.
Su término municipal, con 254 km² de extensión, comprende la localidad de Oliva de Mérida y cinco entidades singulares de población designadas por el Nomenclátor del INE: Abejarones de Arriba y Abajo, Campo Ameno, La Osa y Navas, La Garza y La Zapatera. Estas cinco entidades no son pueblos, sino agrupaciones de cortijos dispersos que en el siglo XX llegaron a albergar centenares de habitantes que trabajaban en las faenas agrícolas. Las cinco están actualmente despobladas o tienen muy pocos habitantes permanentes.

## Historia
En 1594 La Oliva formaba parte de la provincia León de la Orden de Santiago y contaba con 387 vecinos pecheros.
A la caída del Antiguo Régimen la localidad se constituye en municipio constitucional en la región de Extremadura. Desde 1834 quedó integrado en el Partido judicial de Mérida. En el censo de 1842 contaba con 260 hogares y 1010 vecinos.

## Demografía
Oliva de Merida cuenta con una población de 1679 habitantes (INE 2024).
| Gráfica de evolución demográfica de Oliva de Merida entre 1842 y 2021                                                 |
| |
| Población de derecho según los censos de población del INE. Población de hecho según los censos de población del INE. |

## Economía
La economía es básicamente agrícola, con especial preponderancia en la aceituna, cereales (trigo) y vid.

## Monumentos

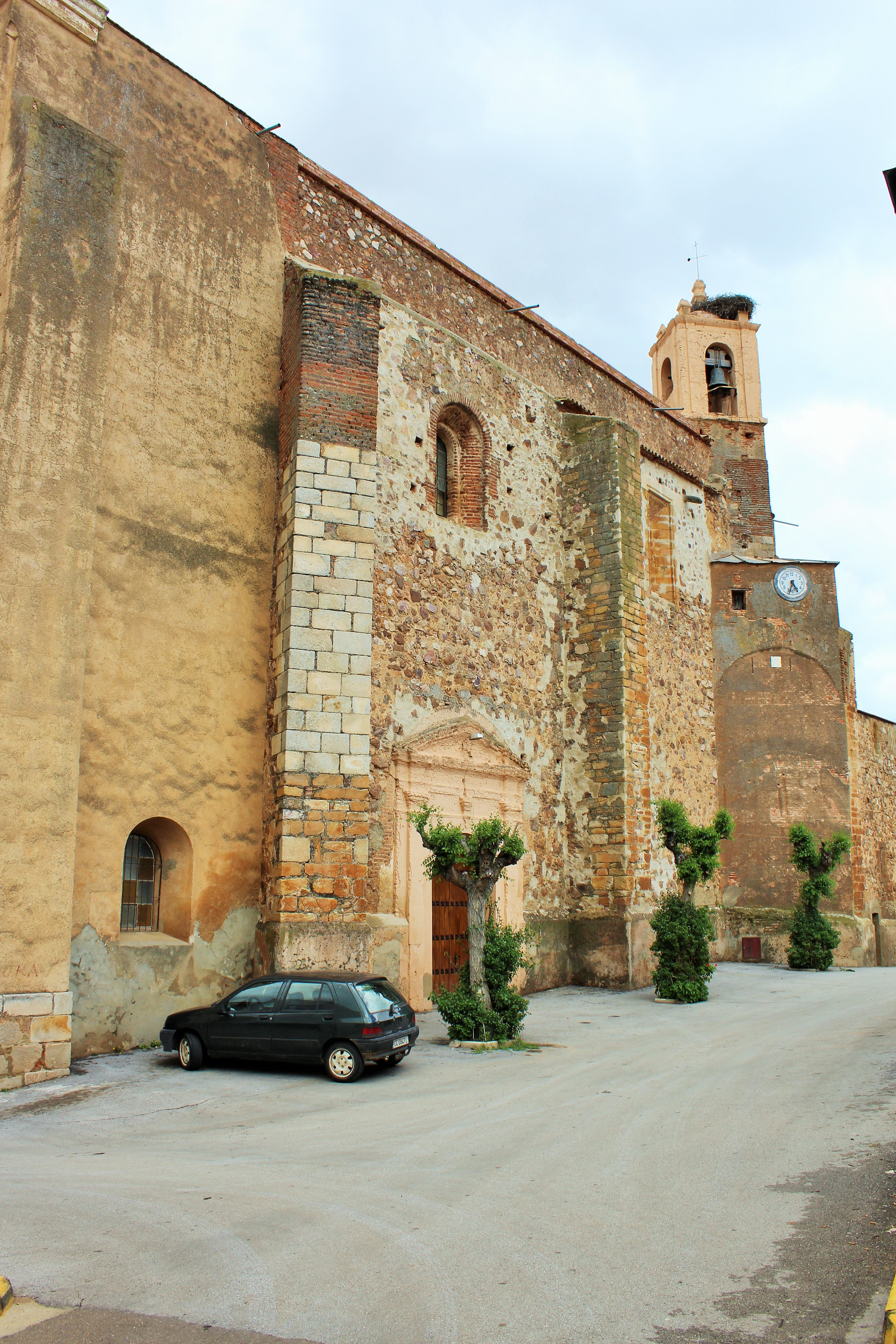
Iglesia de la Purísima Concepción

La iglesia parroquial católica de la Purísima Concepción, en la Archidiócesis de Mérida-Badajoz, es el monumento más importante, de construcción austera y elegante.
Antiguo cementerio, que emerge solitario en la montaña anexa (El Morro), y la casa de la Encomienda a las afueras de la localidad dirección Villagonzalo.
Oliva de Mérida también cuenta con un yacimiento arqueológico llamado El Palomar, el mismo fue descubierto cuando se empezaron las obras de la carretera a Palomas. De dicho yacimiento se saben más bien poco, porque no se hicieron las averiguaciones necesarias y en esos momentos era más importante la carretera que estudiar el asentamiento.
En la sierra de la Francisca existen pinturas rupestres, o al menos existían en la cueva de La Charneca.

## Fiestas

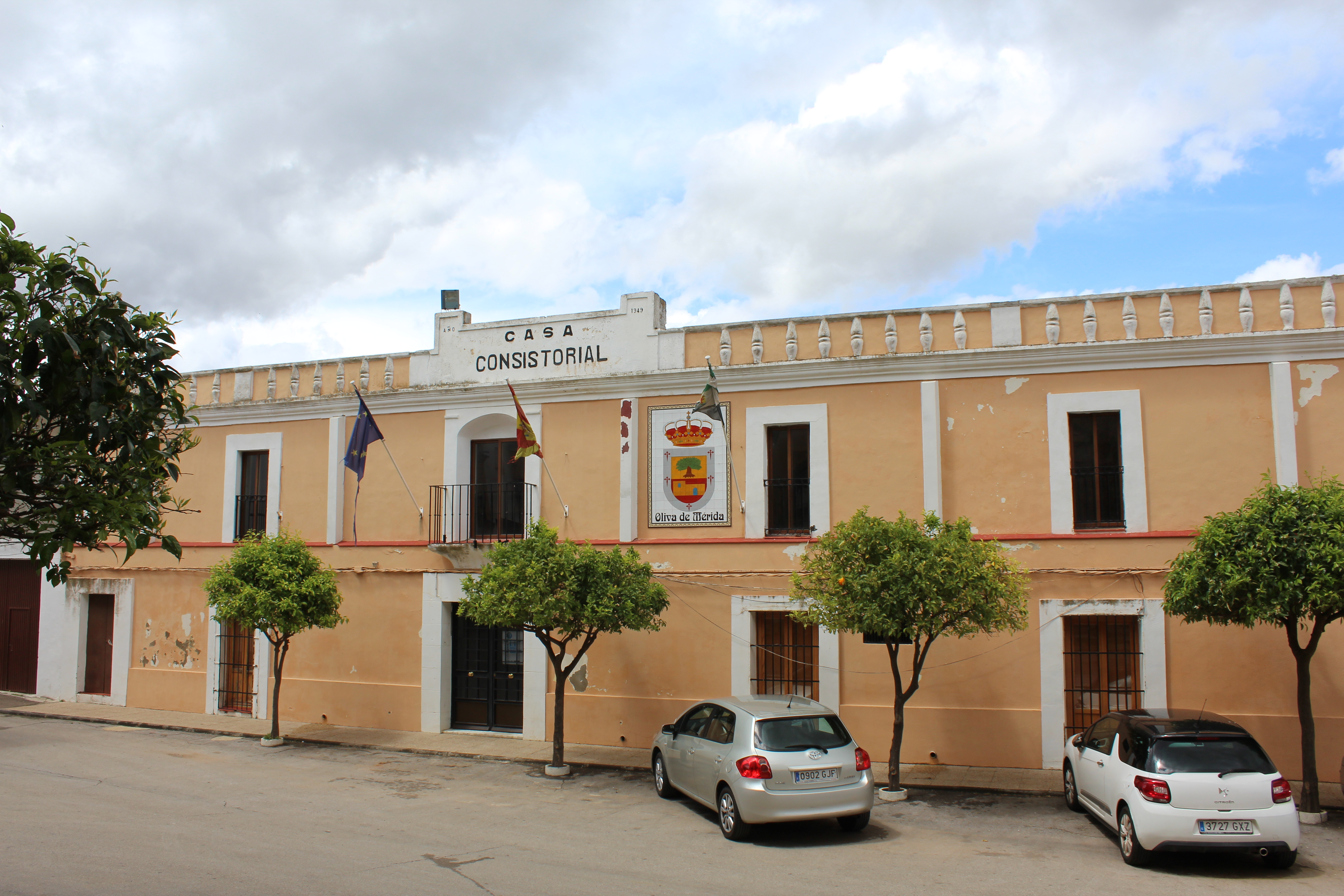
Casa consistorial

- Las Candelas: fiestas patronales que se celebran el 2 de febrero.
- San Isidro: se celebra el 15 de mayo.
- Feria de Santa María de Agosto: entre los días 15 y 18 del mismo mes.